# Ursulaschrijn

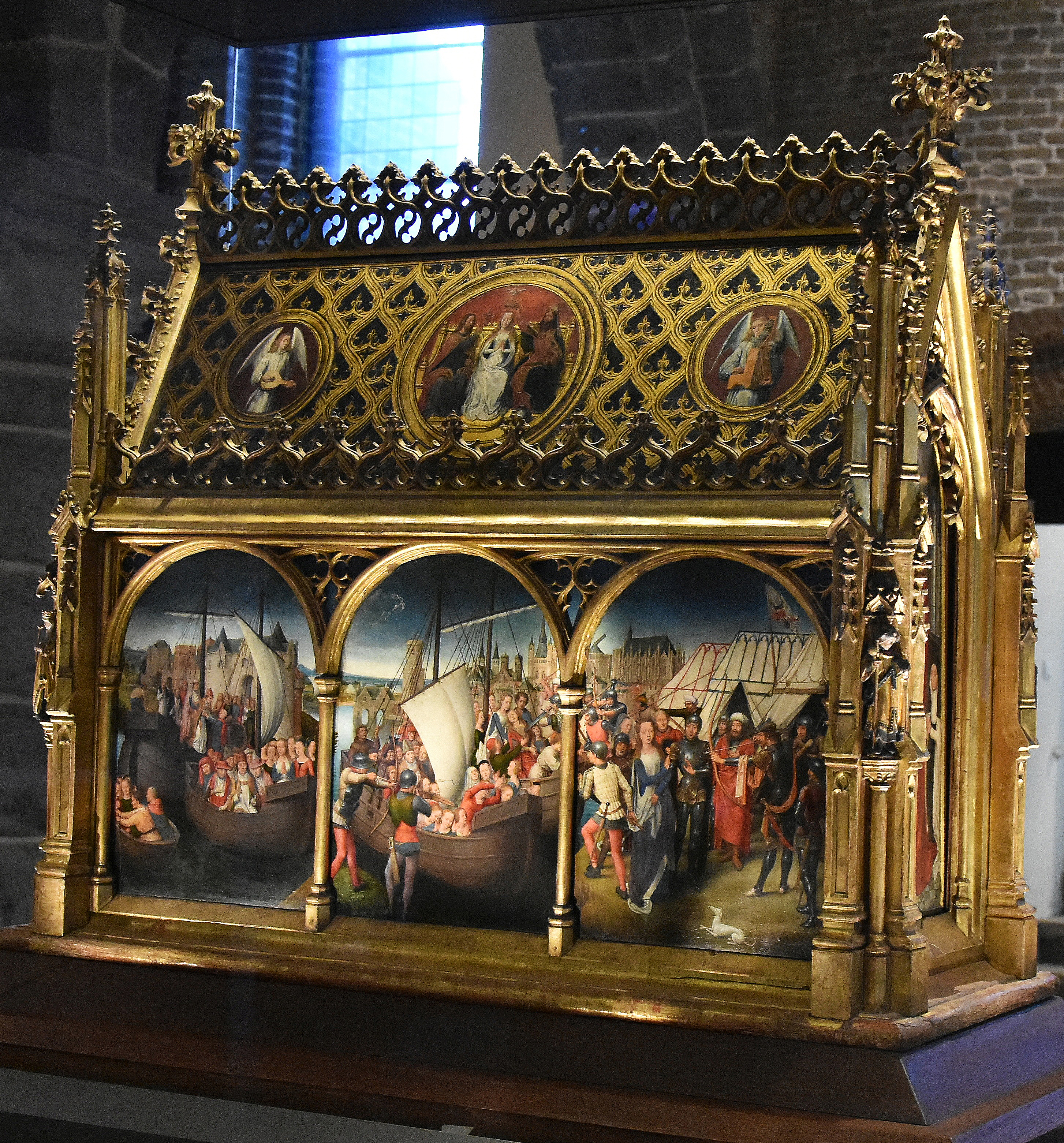
Het Ursulaschrijn

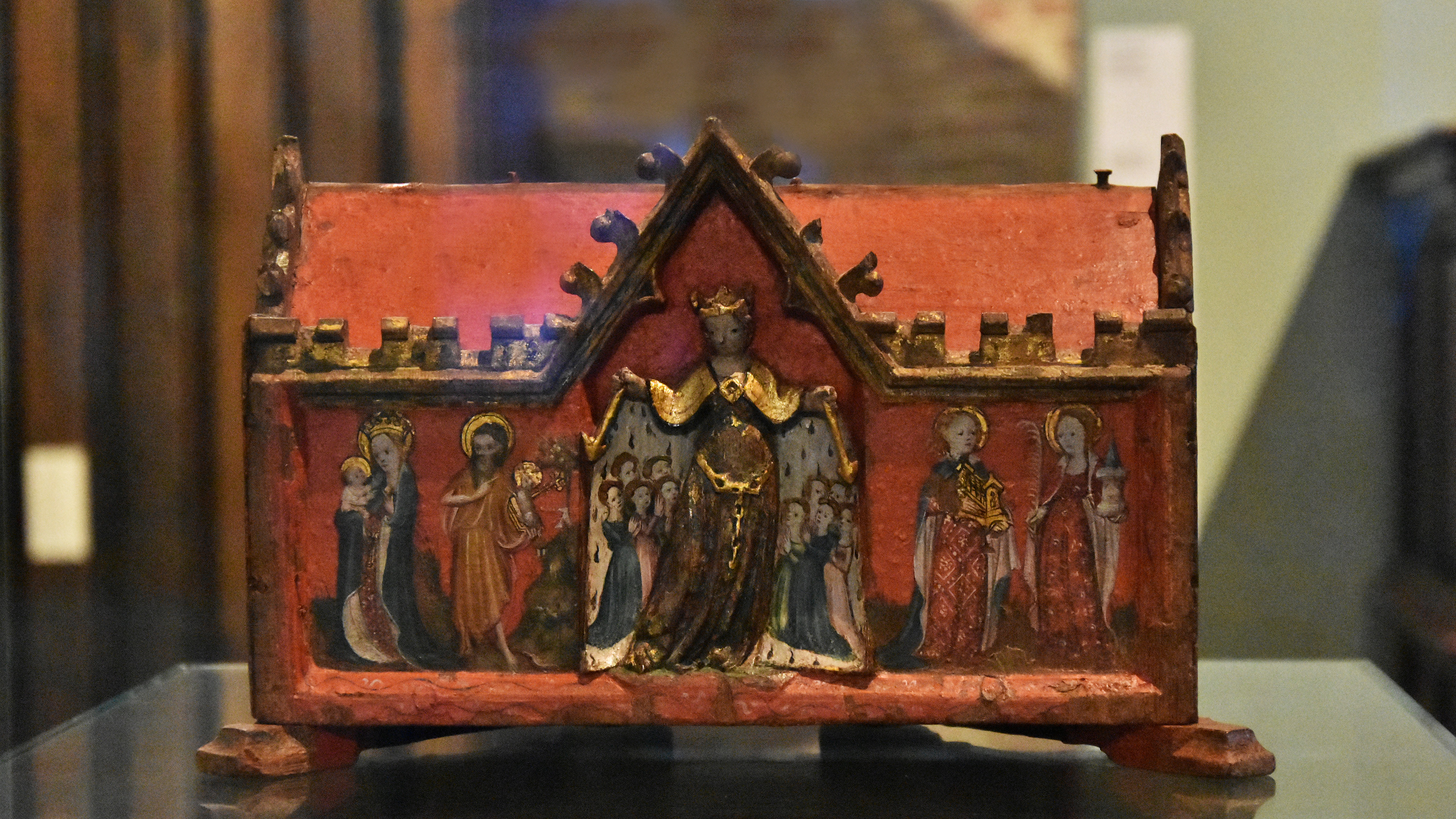
Het kleine Urusulaschrijn (1400-1420)

Het Ursulaschrijn is een schrijn gewijd aan Sint-Ursula. Het schrijn is versierd met panelen, geschilderd door Hans Memling in 1489. Het wordt bewaard in het museum Oud Sint-Janshospitaal te Brugge in België. Het schrijn behoort tot de zeven wonderen van België. Het schrijn is uitgevoerd in fijn detail en volgens de overlevering zou Hans Memling details geschilderd hebben met een penseel met maar één enkele haar.

## Het kleine Ursulaschrijn
De relieken werden tot 21 oktober 1489, feestdag van de heilige Ursula, in het kleine Ursulaschrijn (1400-1420) (zie foto) bewaard. Die dag brachten de zusters en broeders de relieken van elfduizend maagden uit het oude Ursulaschrijntje naar het nieuwe, door Hans Memling beschilderde Ursulaschrijn over.

## Het Ursulaschrijn, beschilderd door Hans Memling
Agnes Casembroot en Jacob de Ceuninck (opdrachtgevers van het Johannesretabel, 1479) en Jan Floreins (opdrachtgever van de Floreinstriptiek, 1479), bestelden een tweede topwerk bij Memling: het Ursulaschrijn (1489), ter vervanging van het veel bescheidener ouder schrijntje. Op de hoeken van het schrijn bevinden zich sculptuurtjes van de naamheiligen van vier opdrachtgevers. Van deze werd de H. Elisabeth gelieerd aan Liisbette Casembroot (†1482), wiens grafsteen zich in het Sint-Janshospitaalmuseum bevindt. Liisbette liet veel geld na aan haar zus, Agnes, die daarmee waarschijnlijk een deel van de kosten voor het Ursulaschrijn voldeed.
De hospitaalzusters droegen het schrijn als een devotieobject naar de kapel, jaarlijks op 21 oktober, feestdag van de H. Ursula. Daar bleef het veilig opgeborgen uit handen van de Franse bezetter in de achttiende eeuw en overleefde het de twee wereldoorlogen van de twintigste eeuw.

## Galerij

De beschilderde panelen
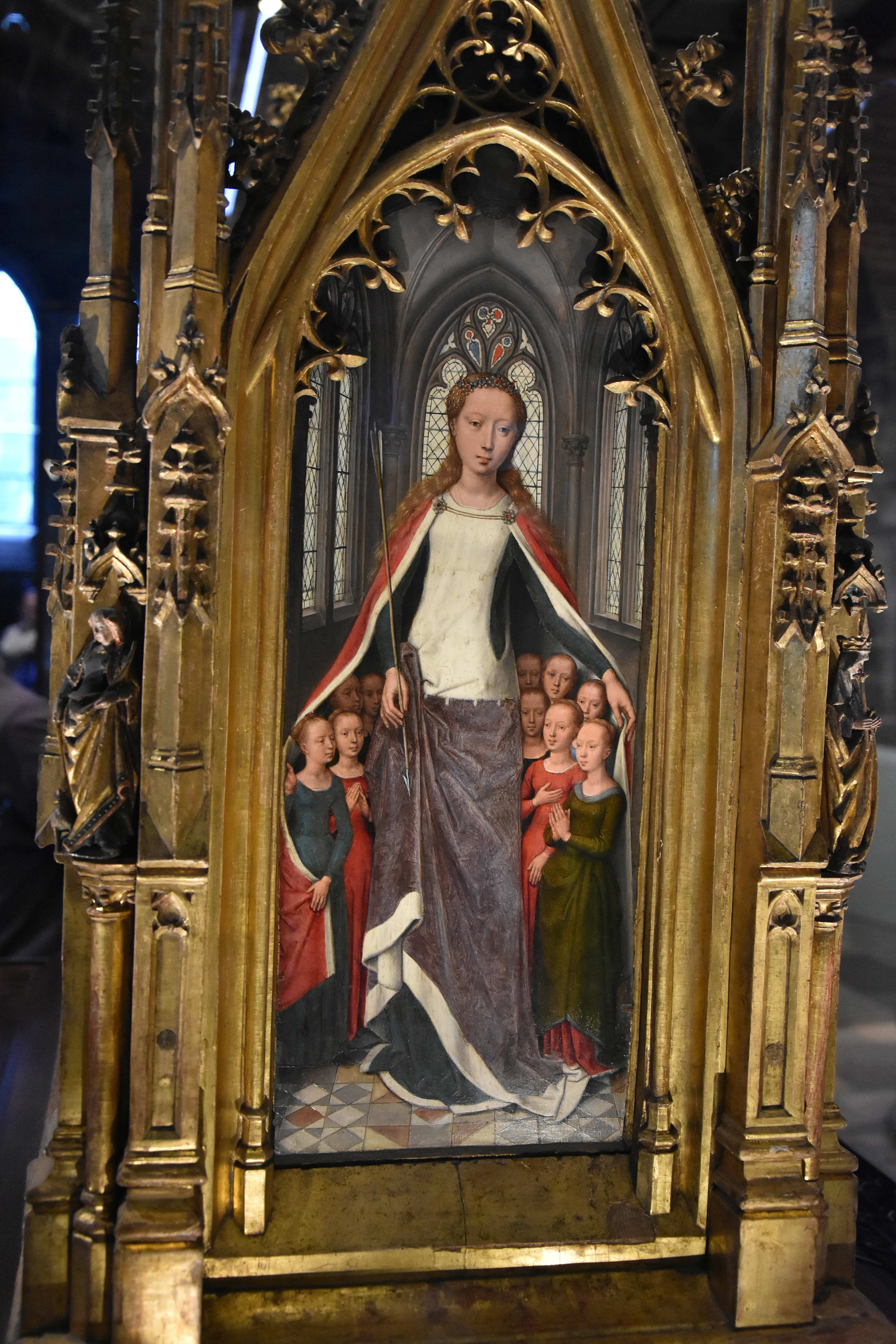
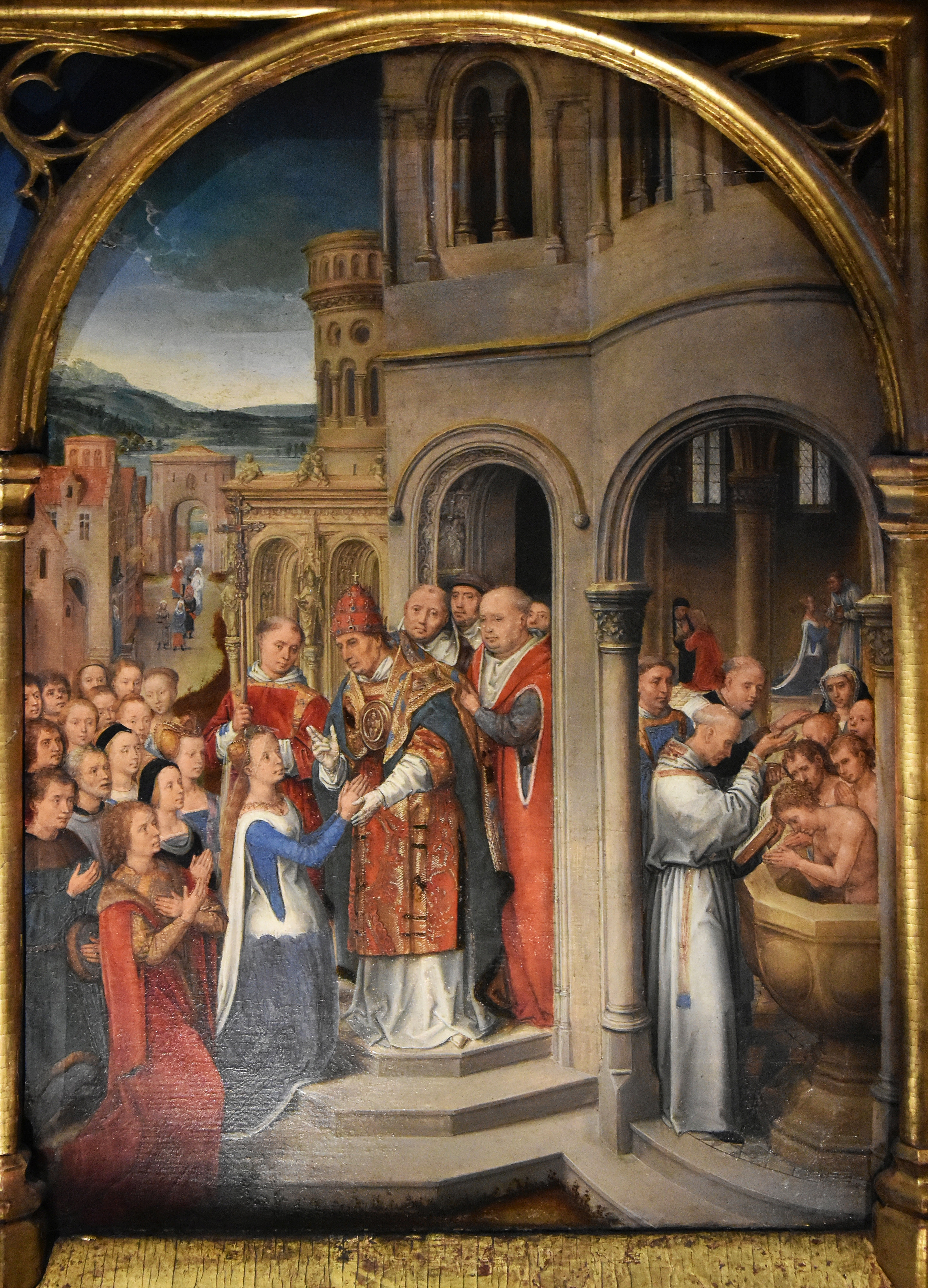
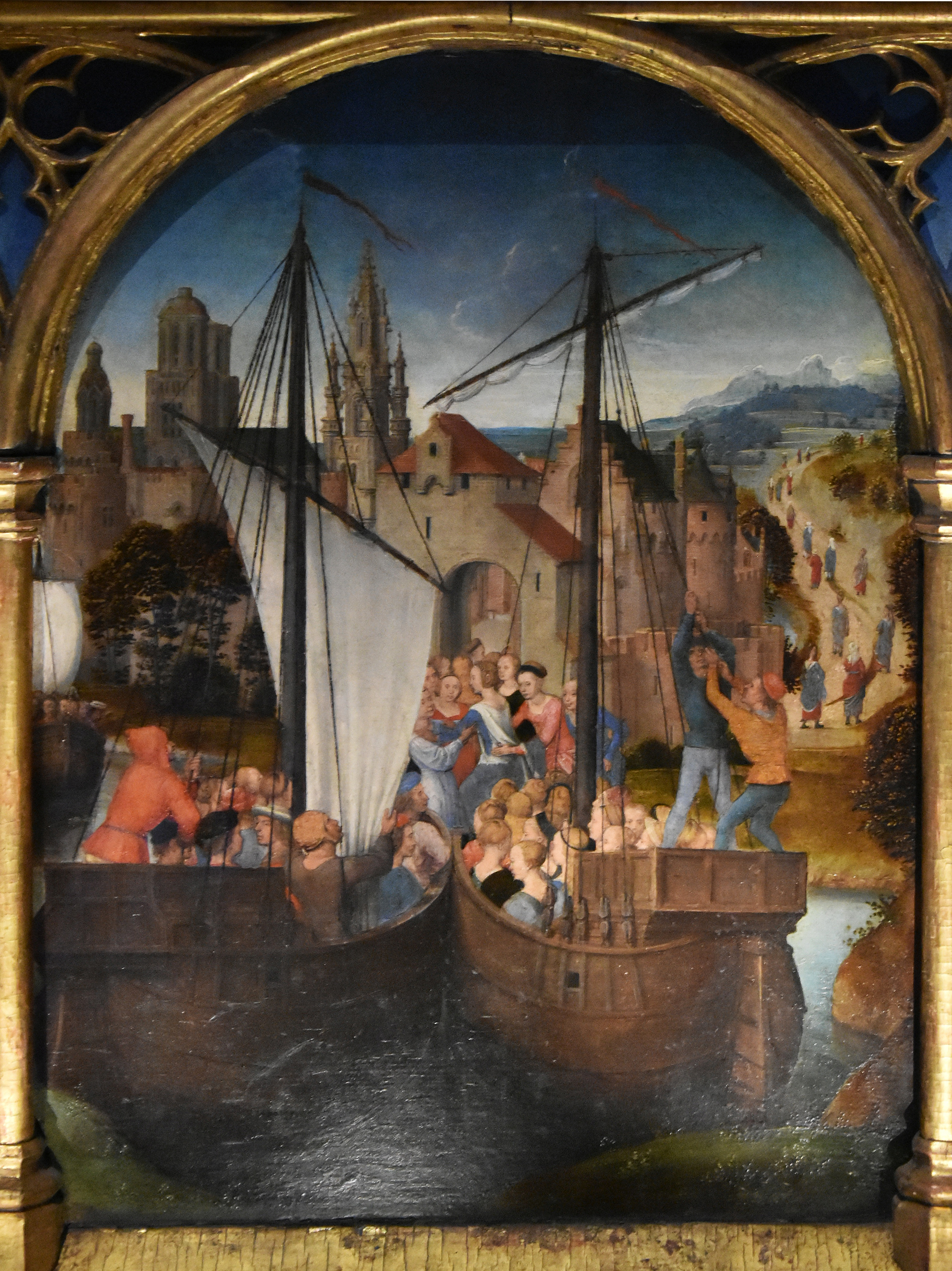
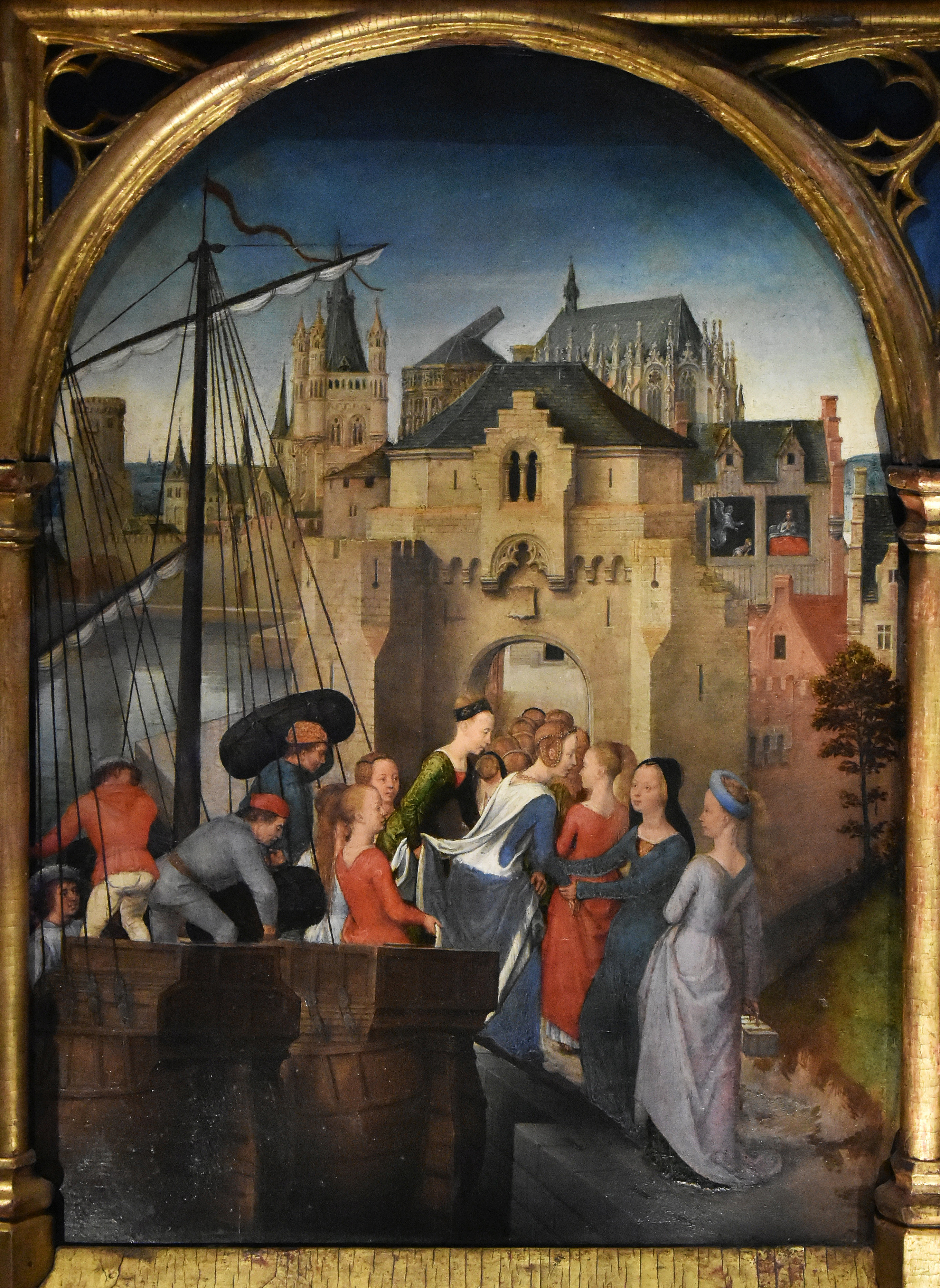
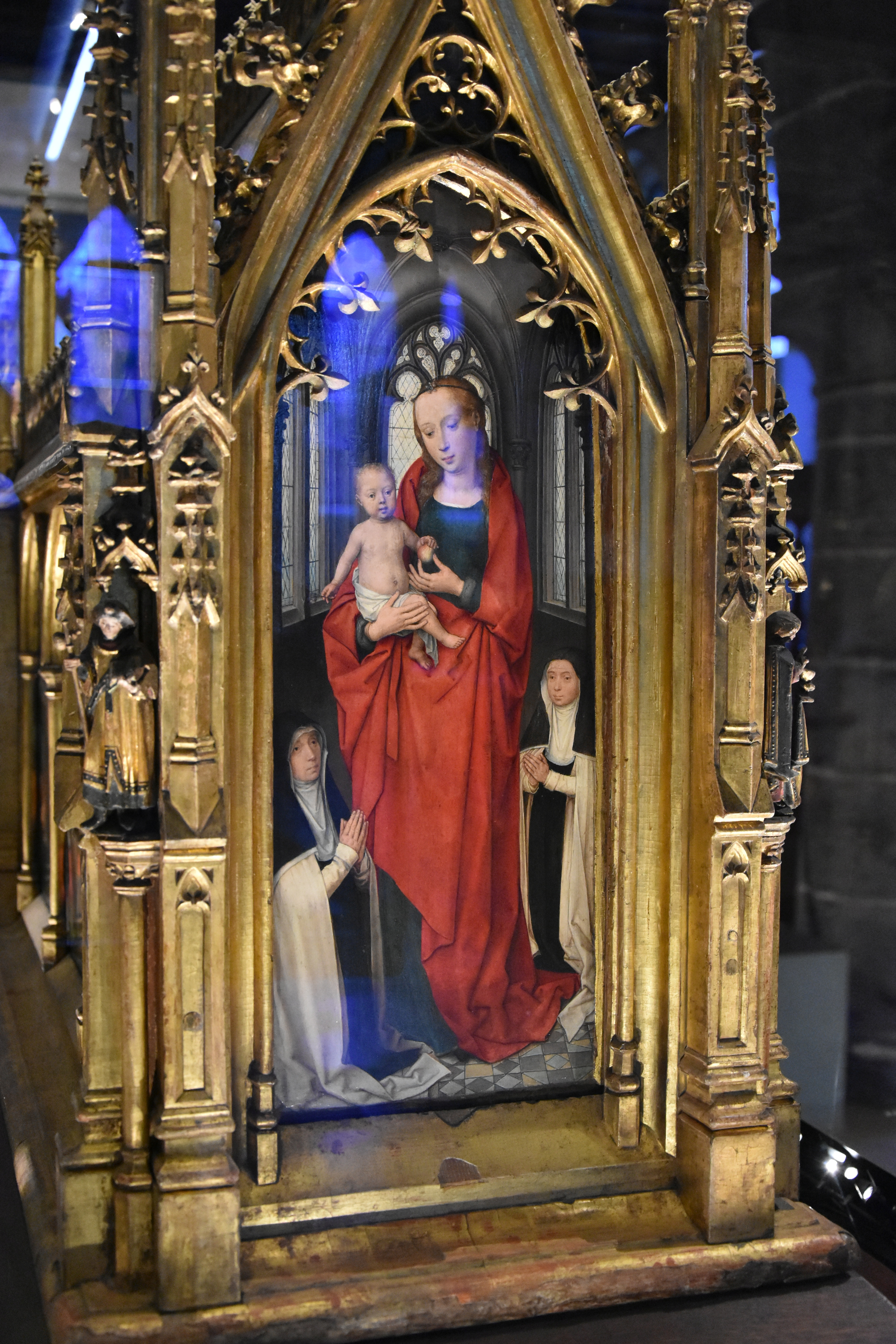
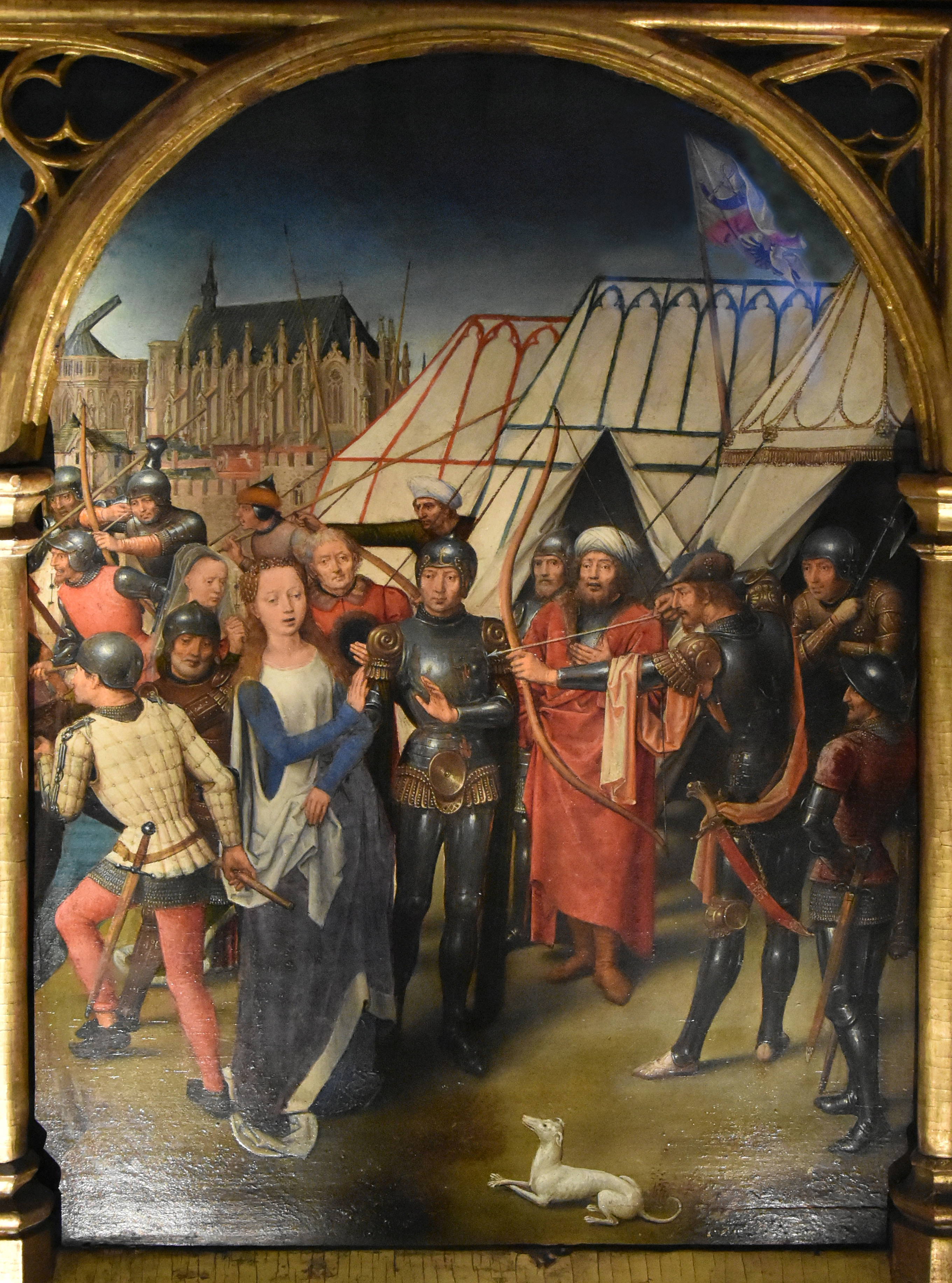
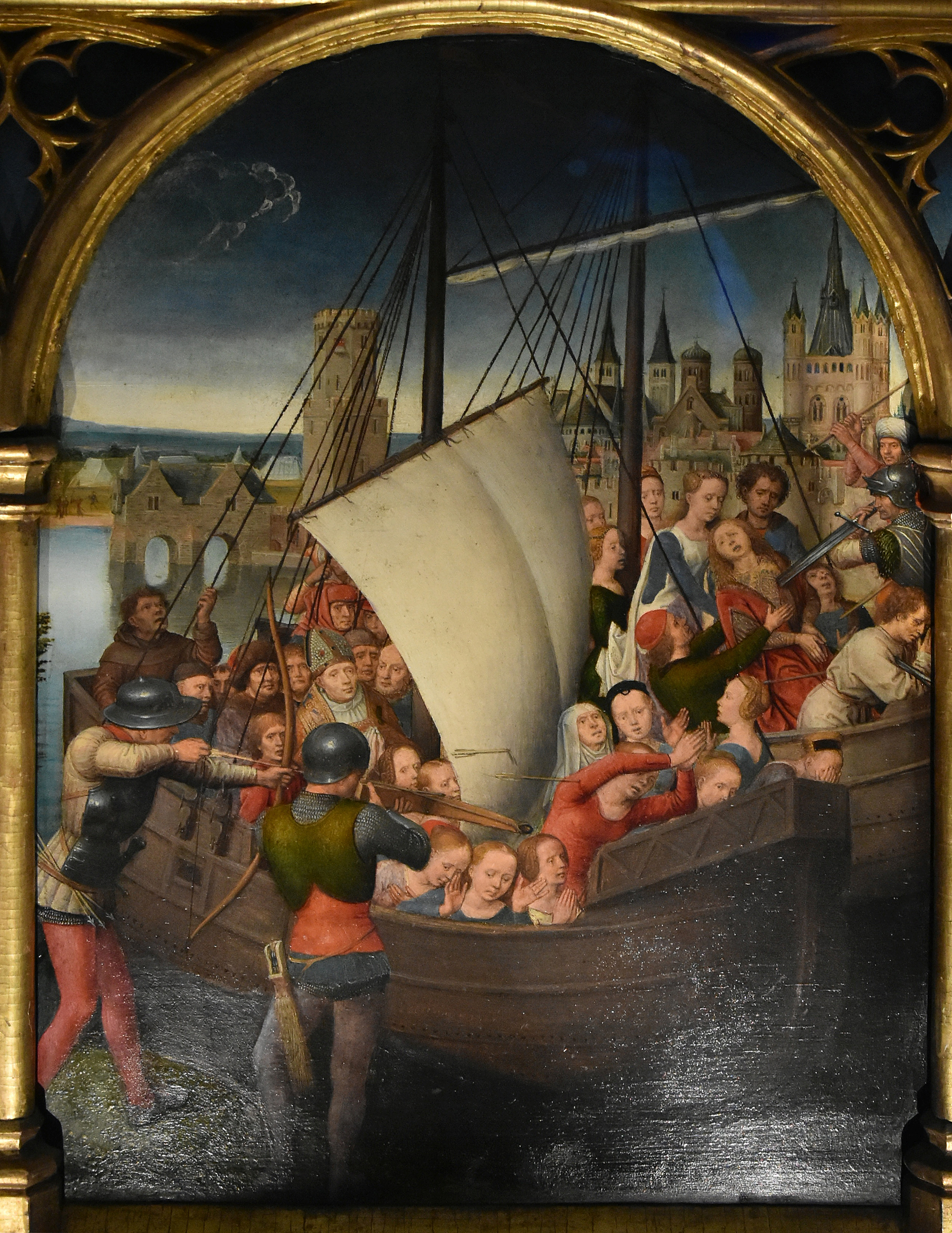
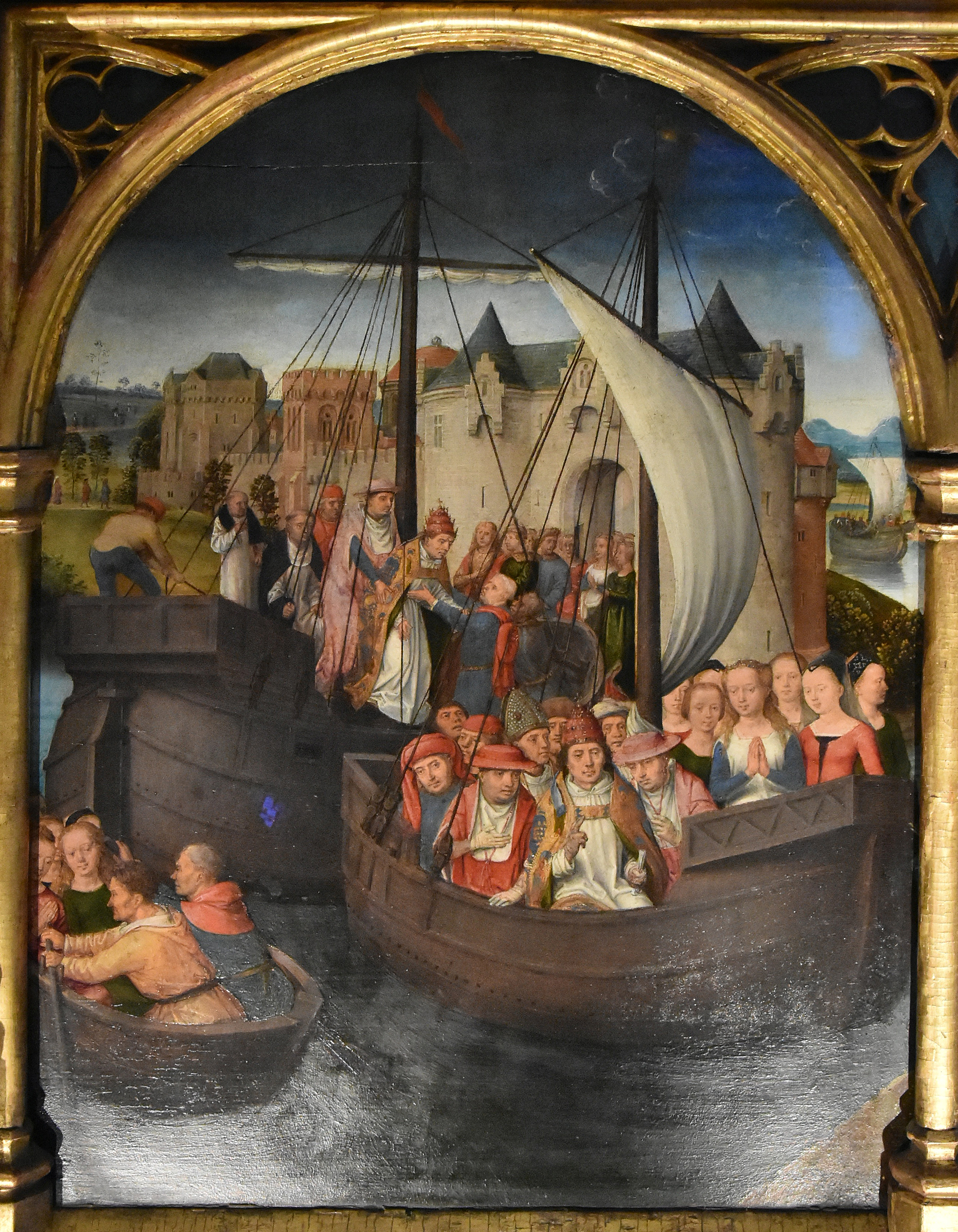